# محسن زايد
محسن زايد (23 أغسطس 1944 - 27 يناير 2003) أديب وكاتب ومؤلف نصوص سينما وتلفزيون مصري راحل متخصص بالدراما. وقدم خلال حياته المهنية الكثير من الأعمال المتميزة.

## الميلاد والنشأة
ولد محسن زايد في حي السيدة زينب بالقاهرة وتلقّى دراسته في المعهد العالي للسينما بمصر في قسم المونتاج ثم انتقل لقسم الإخراج قبل تخرجه بعام واحد ليتخرج من قسم الإخراج. قدم محسن زايد أفضل ترجمة بصرية سينمائية لروايات صاحب نوبل نجيب محفوظ حيث كتب للسينما وللتليفزيون الكثير من السيناريوهات عن قصص نجيب محفوظ.
- قضى محسن زايد في الخدمة العسكرية ست سنوات فاشترك في حربي 1967 و1973 مما أثّر بشكل كبير في كتاباته التي تتخذ غالبا خلفية سياسية لأحداثها.
- وله ثلاث أبناء ياسر ونشوى وشريف.
- رحل عن عالمنا وهو في الثامنة والخمسين من عمره الإثنين 24 ذو القعدة 1423 هـ الموافق 27 يناير 2003 إثر إصابته بأزمة قلبية مفاجئة بمدينة الإسكندرية.[2][3][4]

## من أعماله

### أفلام
| - فرحان ملازم آدم:2005-(قصة وسيناريو وحوار) - المواطن مصري:1991-(سيناريو وحوار) - قلب الليل:1989-(سيناريو وحوار) - نجع العجايب:1988-(قصة وسيناريو وحوار) | - عندما يأتي المساء:1985-(قصة وسيناريو وحوار) - أيوب:1983-(سيناريو وحوار) - قهوة المواردي:1981-(سيناريو وحوار) - اسكندرية ليه؟:1979-(قصة وسيناريو وحوار) | - السقا مات:1977-(سيناريو وحوار) - حمام الملاطيلي:1973-(قصة وسيناريو وحوار) - فرح زهران:1972-(قصة وسيناريو وحوار) |

### مسلسلات
| - تاجر السعادة:2009-(قصة وسيناريو وحوار) - بنت بنوت:2006-(قصة وسيناريو وحوار) - السيرة العاشورية: الحرافيش (ج2):2005-(إعداد وسيناريو وحوار) - بنات أفكاري:2001-(مؤلف) - حديث الصباح والمساء:2001-(معالجة درامية وسيناريو وحوار) | - السيرة العاشورية: الحرافيش (ج1):1998-(إعداد تليفزيوني وسيناريو وحوار) - الحاوي:1997-(مؤلف) - الآذان في مالطا:1993-(قصة وسيناريو وحوار) - في قلب الليل:1992-(سيناريو وحوار) - قصر الشوق:1988-(سيناريو وحوار) | - بين القصرين:1987-(سيناريو وحوار) - ليلة القبض على فاطمة:1982-(معالجة تليفزيونية وسيناريو وحوار) - ولسه بحلم بيوم:1981-(قصة وسيناريو وحوار) - القضية 80: 1980-(سيناريو وحوار) - عيلة الدوغري:1980-(سيناريو وحوار) | - قلب بلا دموع:1979-(قصة وسيناريو وحوار) - الجريمة:1977-(سيناريو وحوار) - أرض النفاق:1975-(معالجة تلفزيونية وسيناريو وحوار) - اللص و الكلاب:1975-(قصة وسيناريو وحوار) - العطش:1974-(قصة وسيناريو وحوار) |

### أخرى
- أوف سايد:2002-(مؤلف)
- البعد الرابع:1988-(قصة وسيناريو وحوار)
- قارئ الفنجان:(مؤلف)
- نعمات هانم:(مؤلف)
- السندباد الاخضر:1980- (مخرج)
- فرح زهران:1972 - (مخرج)
- عندما يأتي المساء:1985 - (دور الطبيب)